# Châtillon (Jura)
Pour les articles homonymes, voir Châtillon.
Châtillon est une commune française située dans le département du Jura, dans la région culturelle et historique de Franche-Comté et la région administrative Bourgogne-Franche-Comté. 
Les habitants se nomment les Châtillonais et Châtillonaises.

## Géographie
L'Ain coule en contrebas de Châtillon et alimente la retenue du barrage de Blye.

### Climat
Pour des articles plus généraux, voir Climat de la Bourgogne-Franche-Comté et Climat du département du Jura.
En 2010, le climat de la commune est de type climat de montagne, selon une étude du Centre national de la recherche scientifique s'appuyant sur une série de données couvrant la période 1971-2000. En 2020, Météo-France publie une typologie des climats de la France métropolitaine dans laquelle la commune est exposée à un climat semi-continental et est dans la région climatique  Jura, caractérisée par une forte pluviométrie en toutes saisons (1 000 à 1 500 mm/an), des hivers rigoureux et un ensoleillement médiocre. 
Pour la période 1971-2000, la température annuelle moyenne est de 9,5 °C, avec une amplitude thermique annuelle de 17 °C. Le cumul annuel moyen de précipitations est de 1 529 mm, avec 13,4 jours de précipitations en janvier et 9,6 jours en juillet. Pour la période 1991-2020, la température moyenne annuelle observée sur la station météorologique de Météo-France la plus proche, « Cogna », sur la commune de Cogna à 9 km à vol d'oiseau, est de 10,8 °C et le cumul annuel moyen de précipitations est de 1 557,5 mm. 
La température maximale relevée sur cette station est de 39 °C, atteinte le 12 août 2003 ; la température minimale est de −18,5 °C, atteinte le 6 février 2012,,. 
Les paramètres climatiques de la commune ont été estimés pour le milieu du siècle (2041-2070) selon différents scénarios d'émission de gaz à effet de serre à partir des nouvelles projections climatiques de référence DRIAS-2020. Ils sont consultables sur un site dédié publié par Météo-France en novembre 2022.

## Urbanisme

### Typologie
Au 1er janvier 2024, Châtillon est catégorisée commune rurale à habitat très dispersé, selon la nouvelle grille communale de densité à sept niveaux définie par l'Insee en 2022.
Elle est située hors unité urbaine. Par ailleurs la commune fait partie de l'aire d'attraction de Lons-le-Saunier, dont elle est une commune de la couronne,. Cette aire, qui regroupe 139 communes, est catégorisée dans les aires de 50 000 à moins de 200 000 habitants,.

### Occupation des sols
L'occupation des sols de la commune, telle qu'elle ressort de la base de données européenne d’occupation biophysique des sols Corine Land Cover (CLC), est marquée par l'importance des territoires agricoles (52,5 % en 2018), en diminution par rapport à 1990 (54,5 %). La répartition détaillée en 2018 est la suivante : 
forêts (44,5 %), terres arables (34,5 %), prairies (11,2 %), zones agricoles hétérogènes (6,7 %), zones urbanisées (2 %), eaux continentales (1 %). L'évolution de l’occupation des sols de la commune et de ses infrastructures peut être observée sur les différentes représentations cartographiques du territoire : la carte de Cassini (XVIIIe siècle), la carte d'état-major (1820-1866) et les cartes ou photos aériennes de l'IGN pour la période actuelle (1950 à aujourd'hui).

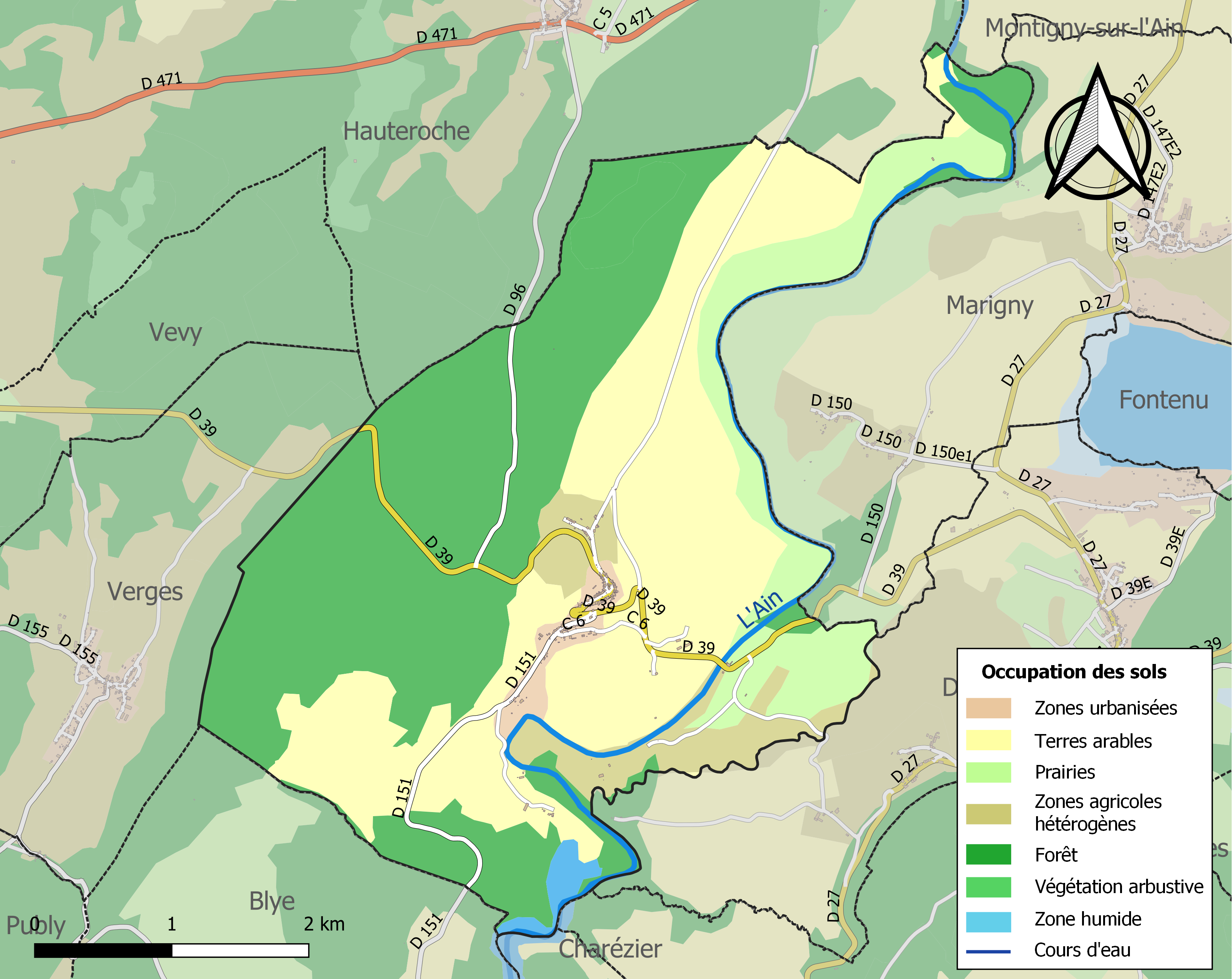
Carte des infrastructures et de l'occupation des sols de la commune en 2018 (CLC).

## Toponymie
Châtillon serait un dérivé, sans doute mérovingien, du bas latin castellum, diminutif de castrum, accompagné du suffixe -ionem. Castrum désigne d’abord tous les types de forteresse, depuis le simple donjon jusqu’à l’enceinte urbaine, puis se spécialise dans le sens de « château fort » et se réduit ensuite à celui de « grande maison de plaisance ».

## Politique et administration
| Période   | Période   | Identité         | Étiquette | Qualité                  |
| --------- | --------- | ---------------- | --------- | ------------------------ |
| 1981      | 1993      | Michel Grand     |           |                          |
| mars 2001 | mars 2008 | René Maire       |           |                          |
| mars 2008 | En cours  | Gilles Morisseau |           | Retraité travaux publics |

## Démographie
L'évolution du nombre d'habitants est connue à travers les recensements de la population effectués dans la commune depuis 1793. Pour les communes de moins de 10 000 habitants, une enquête de recensement portant sur toute la population est réalisée tous les cinq ans, les populations de référence des années intermédiaires étant quant à elles estimées par interpolation ou extrapolation. Pour la commune, le premier recensement exhaustif entrant dans le cadre du nouveau dispositif a été réalisé en 2006.

En 2022, la commune comptait 123 habitants, en évolution de +8,85 % par rapport à 2016 (Jura : −0,81 %, France hors Mayotte : +2,11 %).
| 1793 | 1800 | 1806 | 1821 | 1831 | 1836 | 1841 | 1846 | 1851 |
| ---- | ---- | ---- | ---- | ---- | ---- | ---- | ---- | ---- |
| 540  | 558  | 643  | 591  | 607  | 585  | 546  | 585  | 552  |

| 1856 | 1861 | 1866 | 1872 | 1876 | 1881 | 1886 | 1891 | 1896 |
| ---- | ---- | ---- | ---- | ---- | ---- | ---- | ---- | ---- |
| 464  | 421  | 445  | 456  | 446  | 404  | 402  | 444  | 410  |

| 1901 | 1906 | 1911 | 1921 | 1926 | 1931 | 1936 | 1946 | 1954 |
| ---- | ---- | ---- | ---- | ---- | ---- | ---- | ---- | ---- |
| 335  | 327  | 331  | 313  | 316  | 319  | 310  | 279  | 271  |

| 1962 | 1968 | 1975 | 1982 | 1990 | 1999 | 2006 | 2011 | 2016 |
| ---- | ---- | ---- | ---- | ---- | ---- | ---- | ---- | ---- |
| 240  | 209  | 174  | 133  | 128  | 127  | 124  | 152  | 113  |

| 2021 | 2022 | - | - | - | - | - | - | - |
| ---- | ---- | - | - | - | - | - | - | - |
| 118  | 123  | - | - | - | - | - | - | - |

## Économie

### Tourisme
Un camping est situé le long de la rivière d'Ain.
www.domaine-epinette.com
Une auberge créée en 1941 est située au bord de la rivière L'Ain, en bas du village.

## Culture locale et patrimoine

### Lieux et monuments
Il existe sur la commune de Châtillon un monument qui domine le site, le Sacré-Cœur, une statue de Jésus qui, face à la vallée de l'Ain, ouvre les bras.
- Vestiges du château-fort (Xe s), inscrits à l'IGPC depuis 1986[18];
- Chapelle Saint-Valère (XVe s), sise au cimetière, inscrite à l'IGPC depuis 1986[19]. Elle est la chapelle seigneuriale de l'ancienne église, aujourd'hui disparue;
- Fermes (XVIIIe-XIXe s), inscrites à l'IGPC depuis 1986[20],[21],[22],[23],[24];
- Église Saint-Valère (XIXe s), inscrite à l'IGPC depuis 1986[25]. Elle remplace l'ancienne église (XVe s), ruinée;
- 3 fontaines (XIXe s), dont une est inscrite à l'IGPC depuis 1986[26];
- Lavoir (XIXe s);
- Belvédère, surplombant la commune et offrant une vue panoramique sur le lac de Chalain et la vallée de l'Ain.

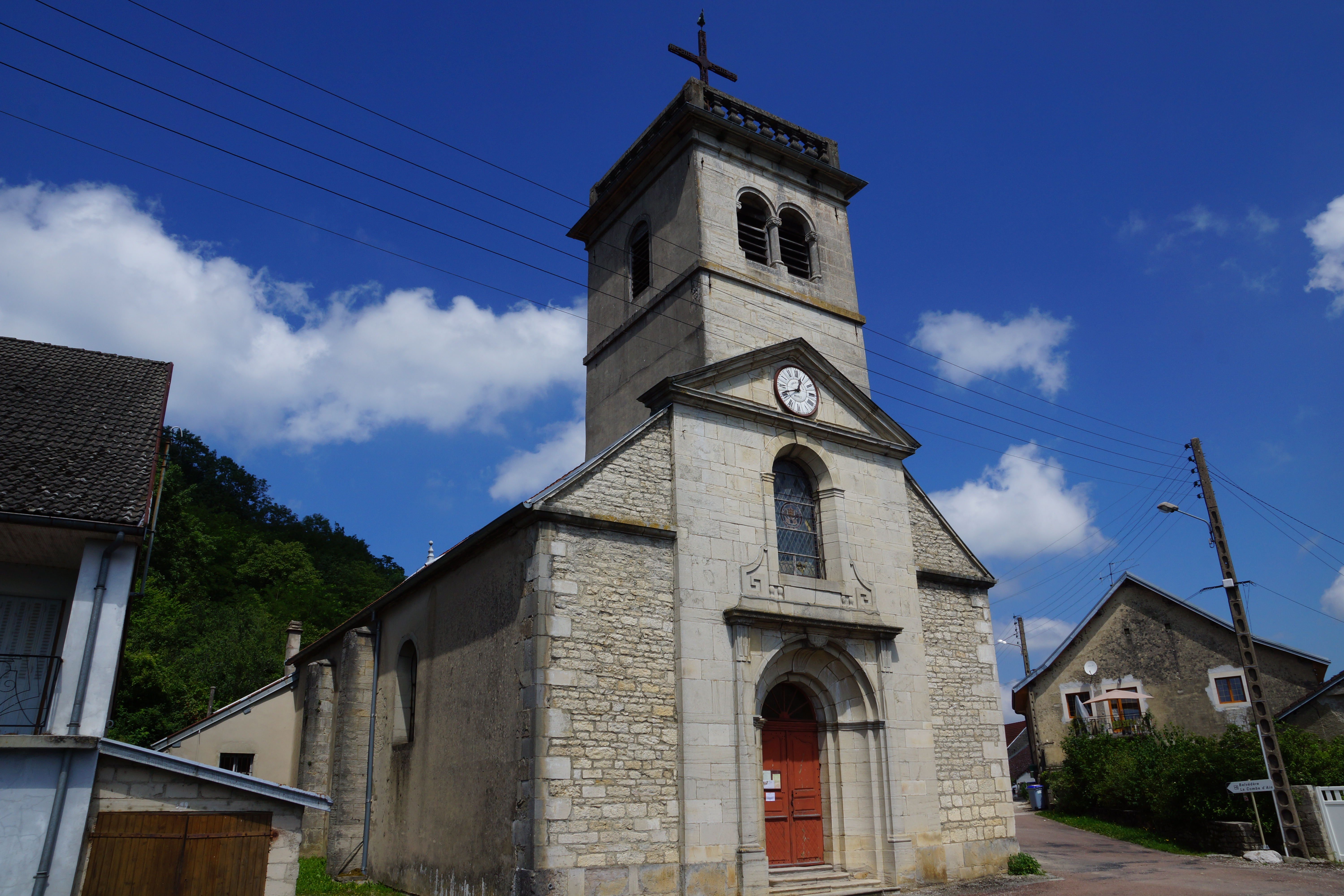
Châtillon, église Saint-Valère.
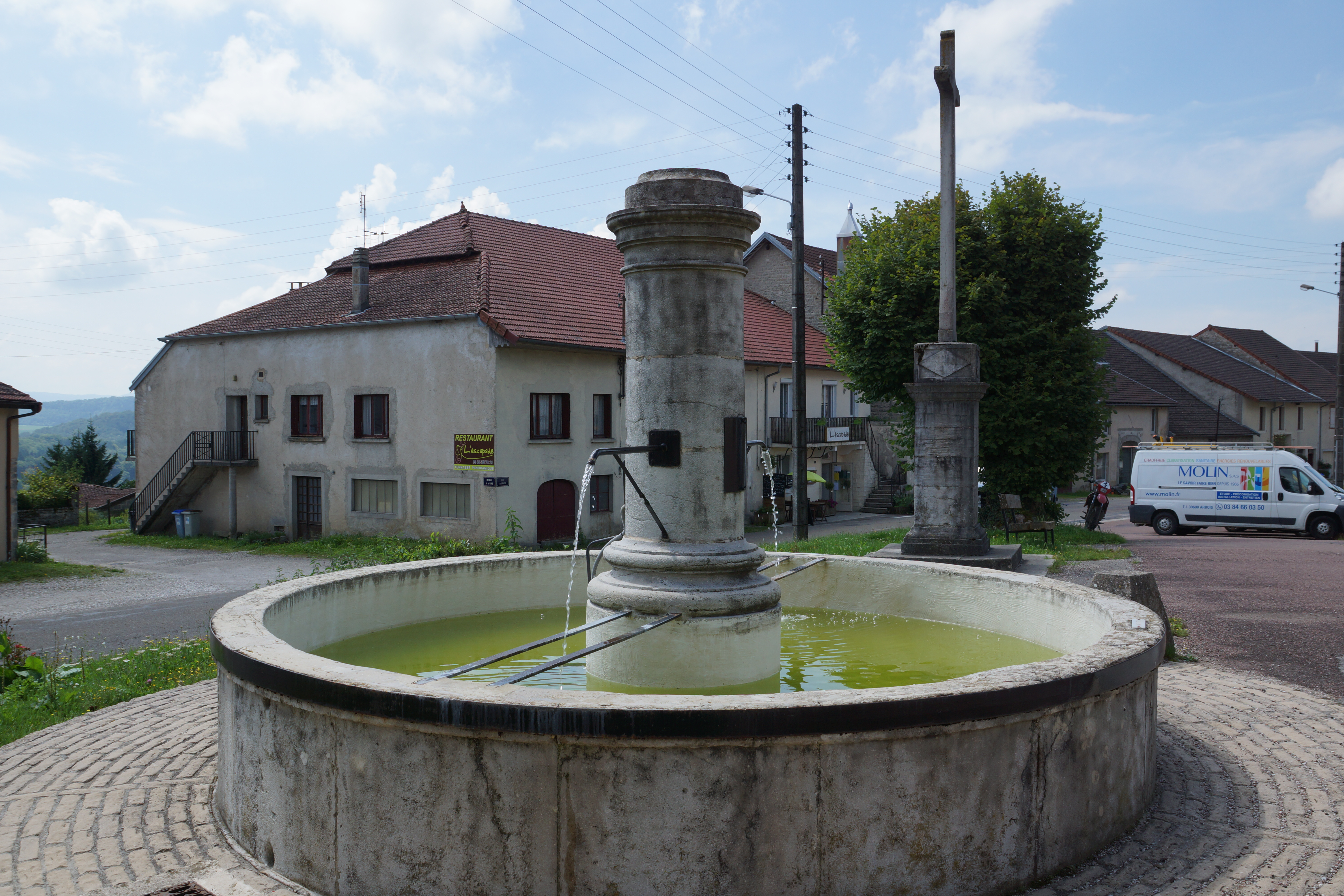
Châtillon, une des fontaines du village.
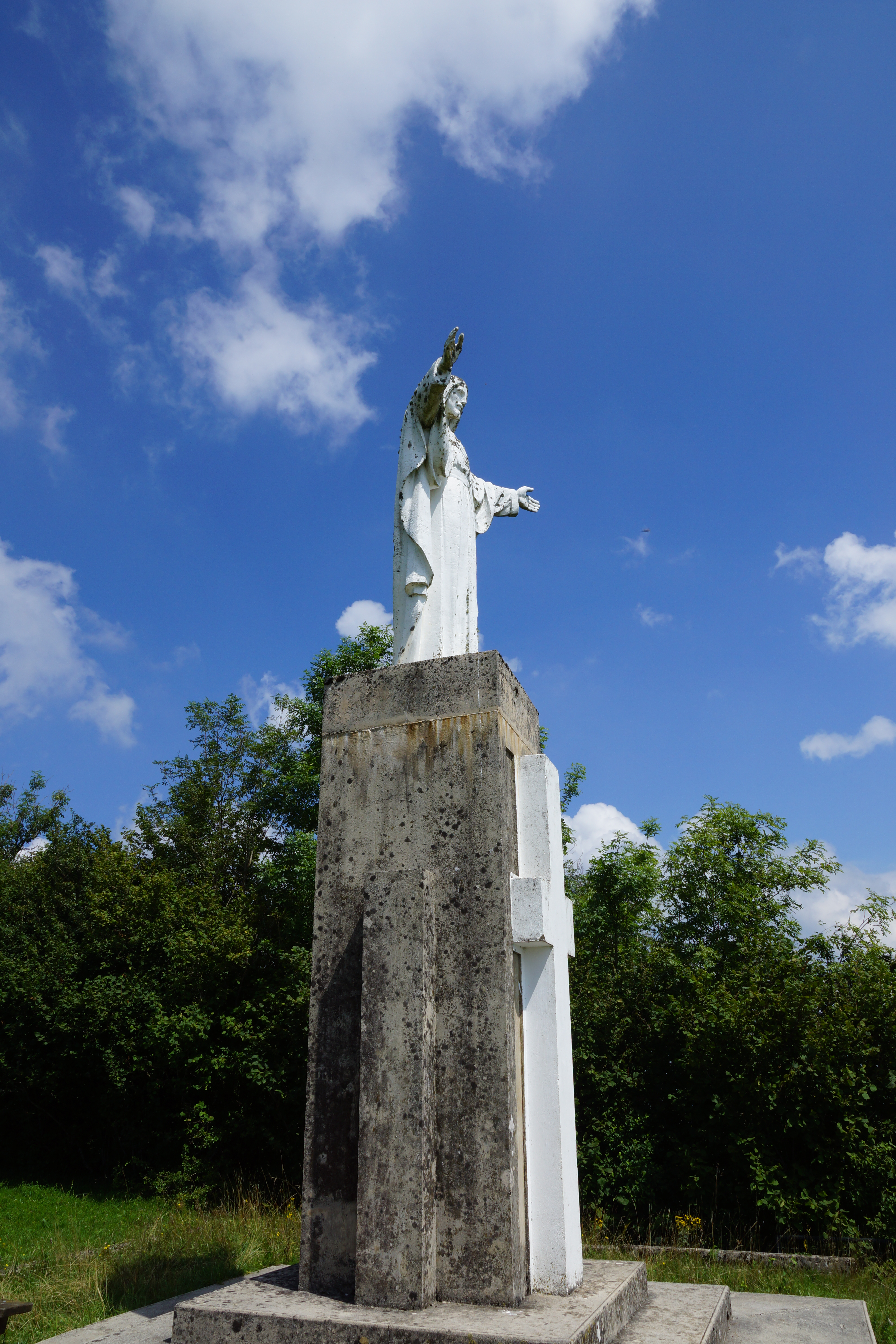
statue du Christ sur le belvédère surplombant Châtillon.
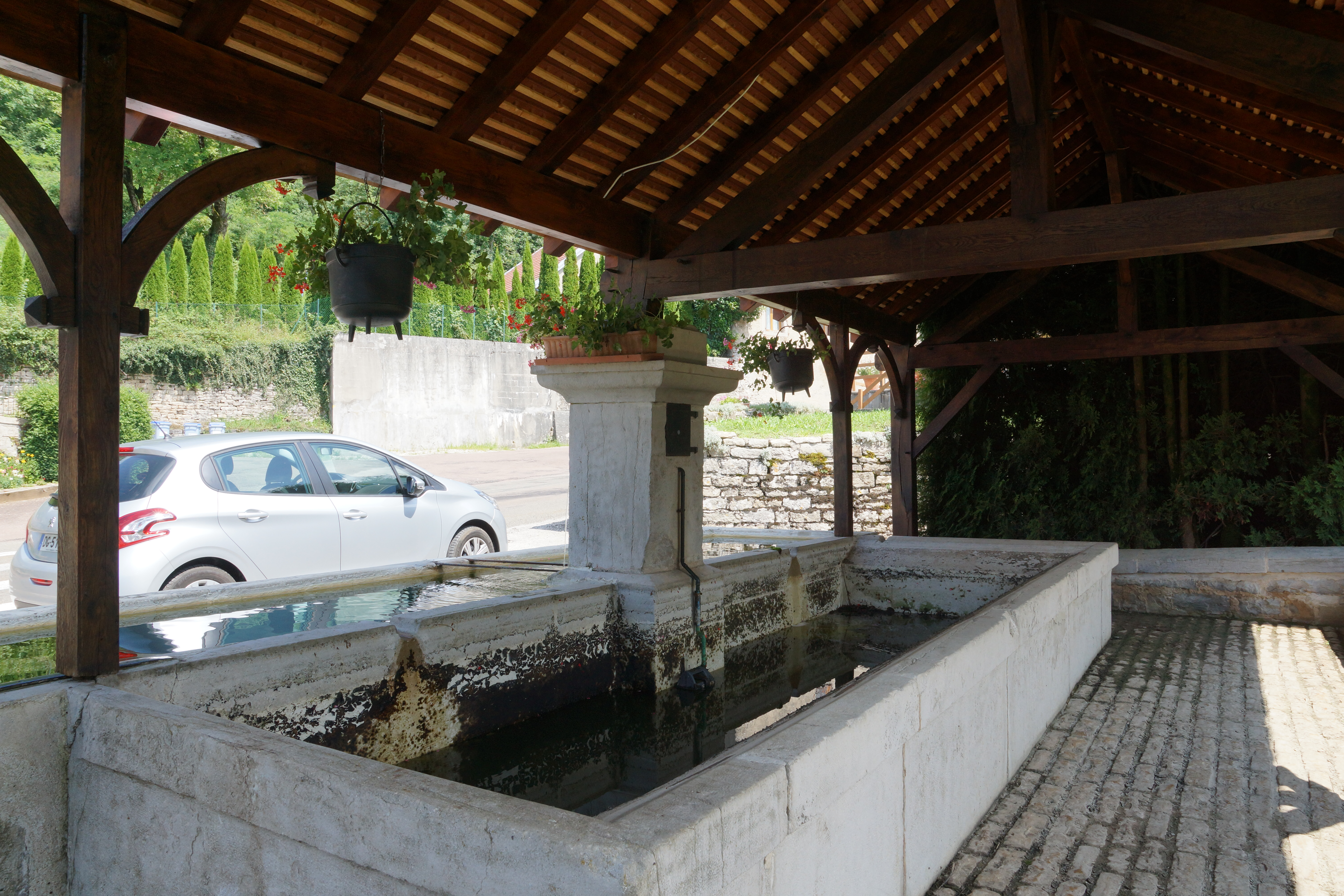
Châtillon, le lavoir.